# Phylloserica gracilis
Phylloserica gracilis är en skalbaggsart som beskrevs av Moser 1915. Phylloserica gracilis ingår i släktet Phylloserica och familjen Melolonthidae. Inga underarter finns listade i Catalogue of Life.